# Villa Roseggerstraße 5 (Radebeul)

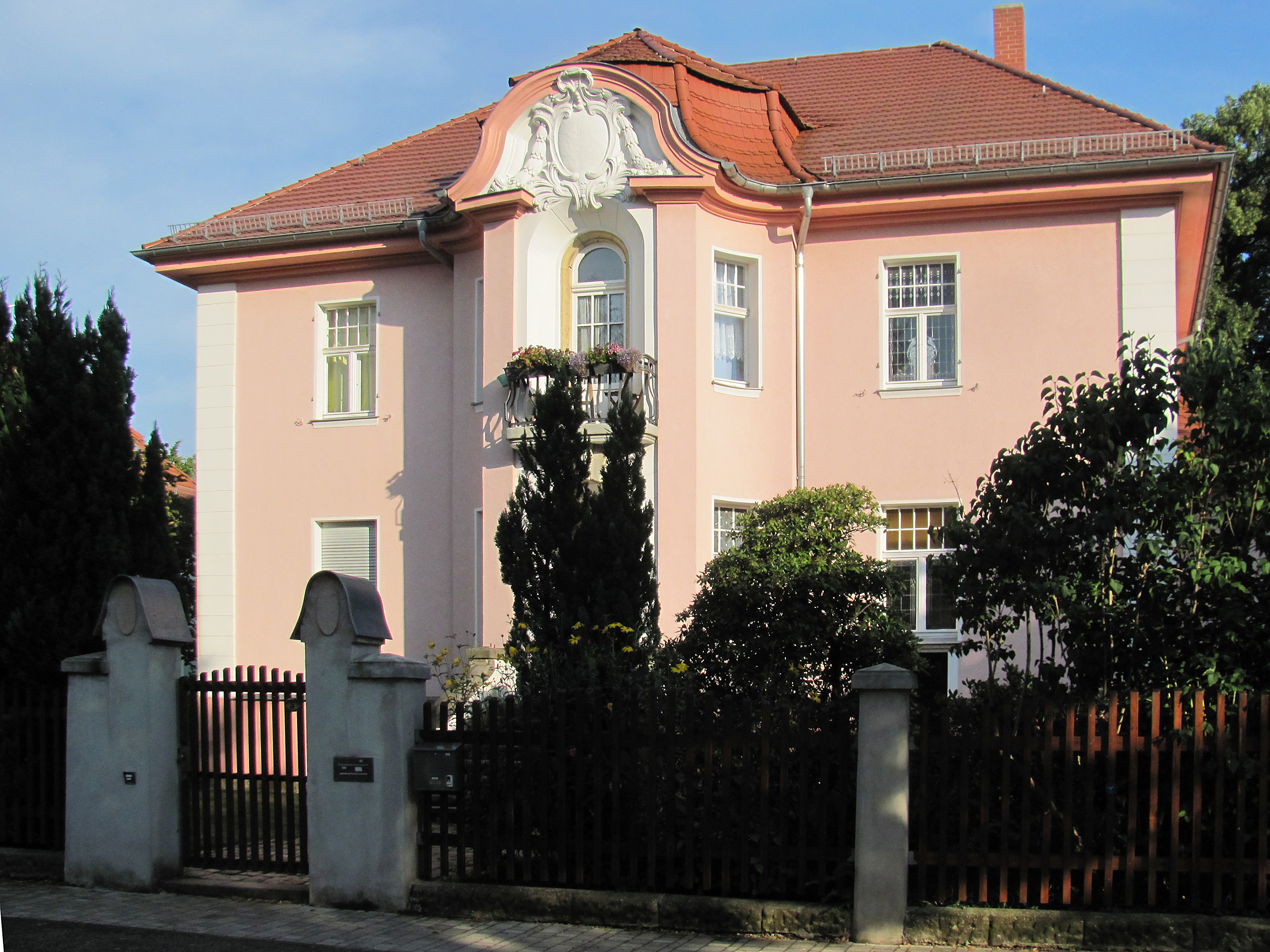
Villa Roseggerstraße 5

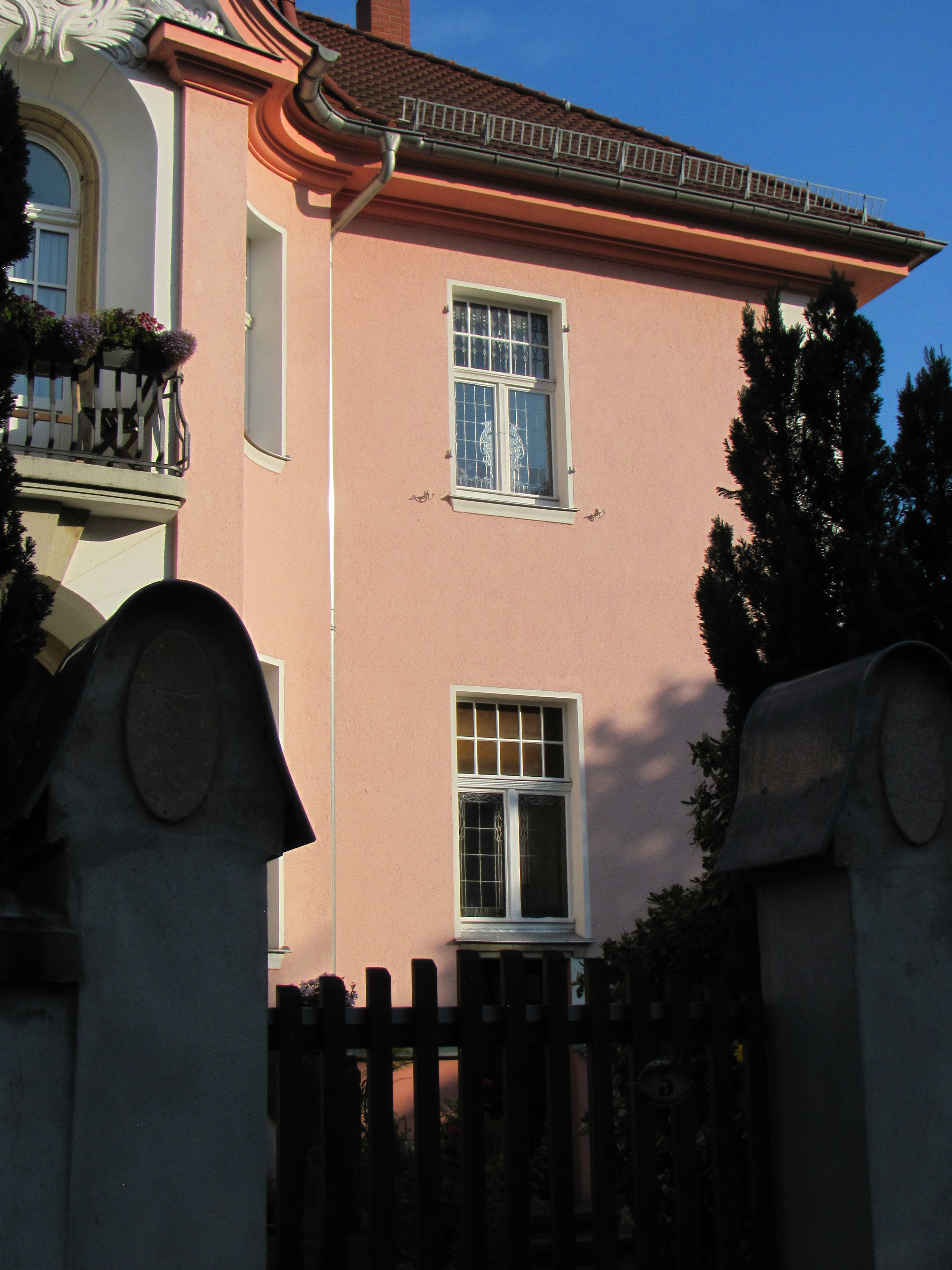
Villa Roseggerstraße 5, Buntglasfenster

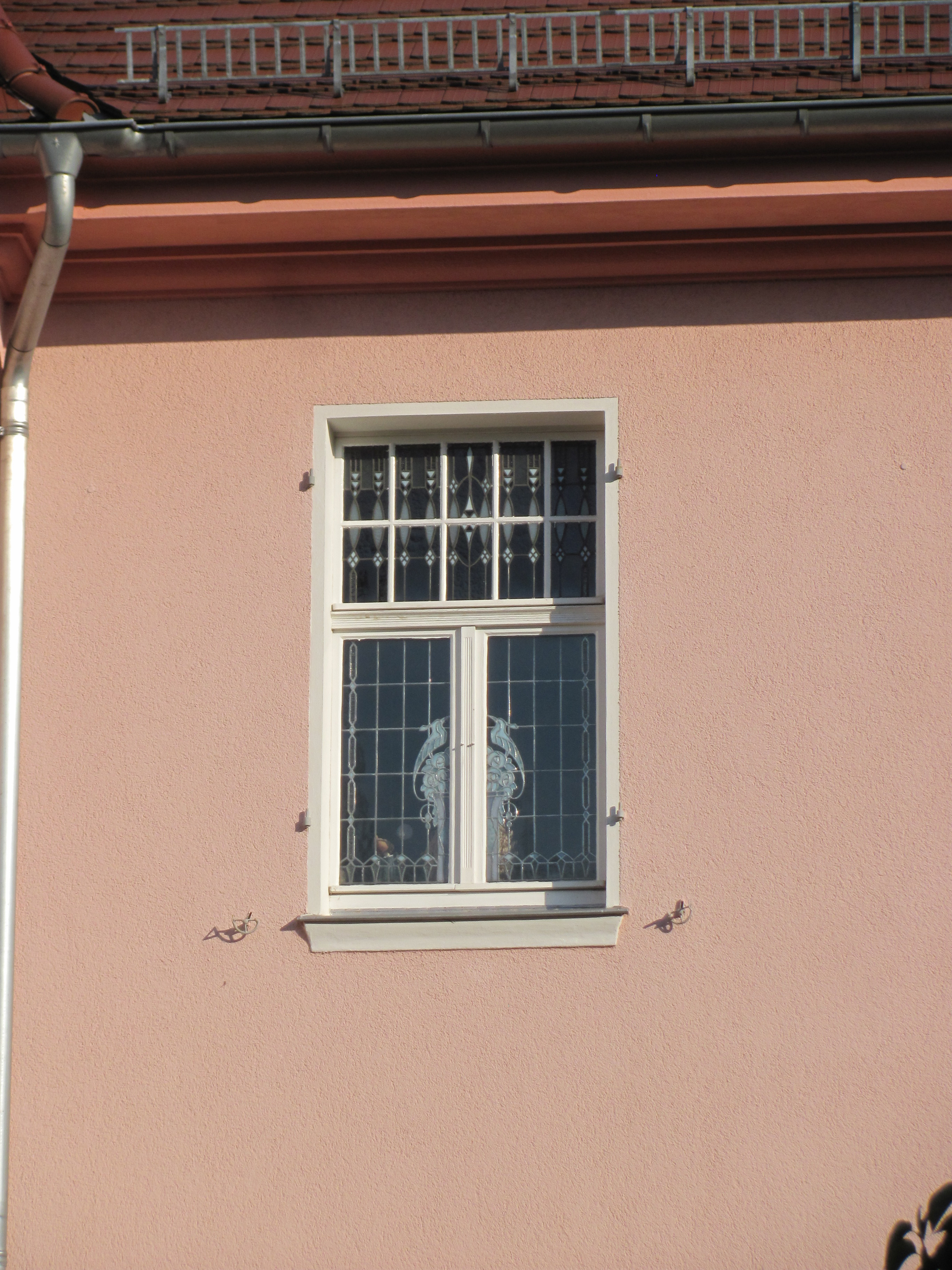
Villa Roseggerstraße 5, Buntglasfenster

Die Villa Roseggerstraße 5 liegt im Stadtteil Serkowitz der sächsischen Stadt Radebeul. Sie wurde 1908/1909 nach Plänen des Architekten Oskar Menzel durch das ortsansässige Bauunternehmen F. W. Eisold von dessen Eigentümer, dem Baumeister Wilhelm Eisold, auf eigenem Grundstück errichtet.

## Beschreibung
Die zusammen mit ihrer Einfriedung und der Pforte unter Denkmalschutz stehende Mietvilla, in der Denkmaltopografie jedoch gemäß Bauantrag als Villa angesprochen, ist ein Gebäude mit neobarocken Anklängen. Das zweigeschossige Wohnhaus steht auf einem hohen Sockel und trägt ein ziegelgedecktes Walmdach.
In der symmetrisch ausgebildeten Straßenansicht steht ein Mittelrisalit mit geschwungenen Seiten unter einem abgewalmten Mansarddach. Vor dem Risalit steht eine geschlossene, verglaste Veranda, dessen Austritt obenauf durch ein Glasdach sowie verglaste Seitenwände geschützt wird. Beidseits des Giebels findet sich im Dach jeweils eine Schleppgaube. Im Risalit befindet sich oberhalb einer Freitreppe ein rundbogiger Hauseingang. Über diesem tritt aus dem Obergeschoss ein Französischer Balkon hervor, die Tür mit einem rundbogigen Oberlicht. Der Risalitgiebel auf Dachhöhe ist geschweift und wird von einer Stuckkartusche geschmückt.
In der rechten Seitenansicht steht ein rechteckiger Vorbau.
Die schlichten Putzfassaden werden an den Gebäudekanten durch Ecklisenen gefasst. Einige Fenster sind noch durch ornamentale Buntverglasung geschmückt.

## Geschichte
Baumeister Wilhelm Eisold beantragte als „Bauender, Bauleiter und Ausführender“ im Februar 1908, auf eigenem Grundstück eine „Einfamilienvilla“ nach einem Entwurf des Architekten Oskar Menzel zu errichten. Die Bauvollendungsanzeige stammt aus dem September 1909. Am 31. Juli 1910 wurde die bezugsfertige Villa verkauft.